# Централна и Източна Европа
Централна и Източна Европа (ЦИЕ) е термин, описващ бившите комунистически държави в Европа, след разпадането на Желязната завеса през 1989/90. В научната литература се използва тази концепция от английското съкращение CEE за Централна и Източна Европа.  Централна и Източна Европа включва всички от Източния блок страни запад от ФРГ след Втората световна война до границата с бившия Съветски съюз и бивша Югославия (които не се считат за част от източния блок), както и балтийските държави – Естония, Латвия, Литва, които са избрали да не се присъединяват ОНД с останалите 12 бивши републики на СССР. Преходни страни в Европа и Централна Азия са класифицирани днес на две политико-икономически субекти: Централна и Източна Европа и ОНД. Страните от ЦИЕ са разделени от техния статут, в Европейския съюз (ЕС): осем от първата вълна са страните, които се присъединиха към ЕС през май 2004 г. (Естония, Латвия, Литва, Полша, Чехия, Словакия, Унгария и Словения) и двете страни от втората вълна, които се присъединиха през януари 2007 г. (Румъния и България). Според Световната банка, „преходът свърши“ за 10-те страни, които се присъединиха към ЕС през 2004 и 2007. 
Централна и Източна Европа включва следните бивши социалистически страни, които се простират на изток от границата на Германия и на юг от Балтийско море до границата с Гърция:
- Естония – член на Европейския съюз и НАТО
- Латвия – член на Европейския съюз и НАТО
- Литва – член на Европейския съюз и НАТО
- Полша – член на Европейския съюз и НАТО
- Германия (източна част) – член на Европейския съюз и НАТО
- Чехия – член на Европейския съюз и НАТО
- Словакия – член на Европейския съюз и НАТО
- Унгария – член на Европейския съюз и НАТО
- Румъния – член на Европейския съюз и НАТО
- България – член на Европейския съюз и НАТО
- Словения – член на Европейския съюз и НАТО
- Хърватия – член на Европейския съюз и НАТО
- Албания – член на НАТО
- Сърбия
- Босна и Херцеговина
- Черна гора – член на НАТО
- Косово
- Северна Македония – член на НАТО

Други бивши комунистически страни в Европа – Беларус, Украйна, Молдова и Русия – са членове на ОНД и не са включени в определението Централна и Източна Европа.